# Zygodon erosus
Zygodon erosus är en bladmossart som beskrevs av Mitten 1886. Zygodon erosus ingår i släktet ärgmossor, och familjen Orthotrichaceae. Inga underarter finns listade i Catalogue of Life.